# سرودخوان کسومل
سرودخوان کسومل(نام علمی: Vireo bairdi) نام یک گونه از سرده سرودخوان است.